# Uroleucon siculum
Uroleucon siculum är en insektsart. Uroleucon siculum ingår i släktet Uroleucon och familjen långrörsbladlöss. Inga underarter finns listade i Catalogue of Life.